# Куньмінський метрополітен
Куньмінський метрополітен (кит.: 昆明地铁) — система ліній метро в місті Куньмін, Юньнань, КНР. У системі використовуються шестивагонні потяги що живляться від третьої рейки. Ширина колії — стандартна. Усі станції обладнані скляними дверима що відділяють платформу від потягу метро.

## Історія
Будівництво ліній 1 та 2 в місті почалося у травні 2010 року. Естакадну лінію в аеропорт почали будувати у серпні 2010 року але відкрили раніше других.
Тестова експлуатація Лінії 6 в складі 2 кінцевих станцій почалася у 2012 році, разом з новим міжнародним аеропортом. У травні 2016 року лінія була закрита у зв'язку з необхідністю інтегрувати її в систему метро та добудувати ще 2 пропущені станції. Повторне відкриття лінії сталося у 2017 році, разом з лінією 3. Лінії 1 та 2 тимчасово працюють як єдина лінія.

### Хронологія розвитку системи
- 28 червня 2012 — відкрилася початкова ділянка Лінії 6, 2 станції та 18,2 км.
- 20 травня 2013 — відкрилася початкова ділянка Лінії 1 «Xiaodongcun» — «University Town South» , 12 станцій та 22,1 км.
- 30 квітня 2014 — відкрилася ділянка «Xiaodongcun»—"North Coach Station" з 18 станцій.
- 1 вересня 2014 — на діючій ділянці Лінії 2 відкрилася станція «Kunming North Railway».
- 16 грудня 2016 — відкрилося відгалуження Лінії 1 «Chunrong Street» — «Kunming South Railway» , 4 станції 4,7 км.
- 29 серпня 2017 — відкрилася Лінія 3.

## Лінії
- Лінія 1 (червона) — переважно підземна, 22 станції (17 підземних/5 естакадних) та 34,3 км.
- Лінія 2 (блакитна) — переважно підземна, 13 станцій (11 підземних/2 естакадних) та 11,4 км.
- Лінія 3 (рожева) — переважно підземна, 20 станцій (19 підземних/1 естакадна) та 23,4 км.
- Лінія 6 (синьо-зелена) — переважно естакадна, 4 станції (2 підземні/2 естакадні) та 18,2 км.

## Розвиток
На березень 2018 року в місті будується: розширення Лінії 1 (на 4 станції) та Лінії 2 (на 8 станцій), + ще 2 лінії, відкрити які планують до грудня 2020 року.
- Лінія 4 (жовта) — повністю підземна, будується 29 станцій та 43,4 км.
- Лінія 5 (зелена) — повністю підземна, будується 22 станцій та 25,9 км.

## Режим роботи
Працює з 6:20 до 22:00 (Лінія 3 до 22:45, Лінія 6 до 22:20)

## Галерея

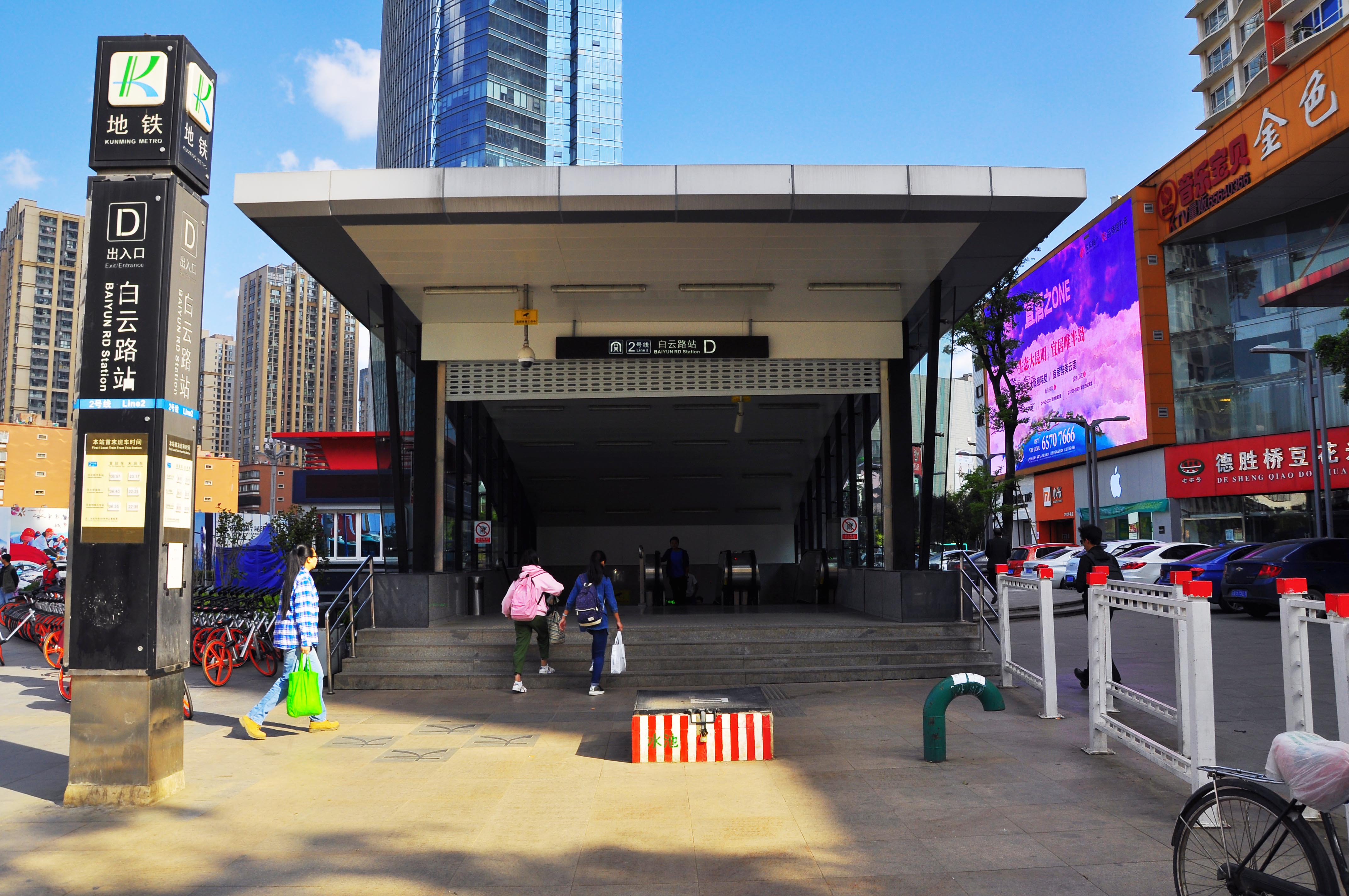
Вихід зі станції «Baiyun Road»
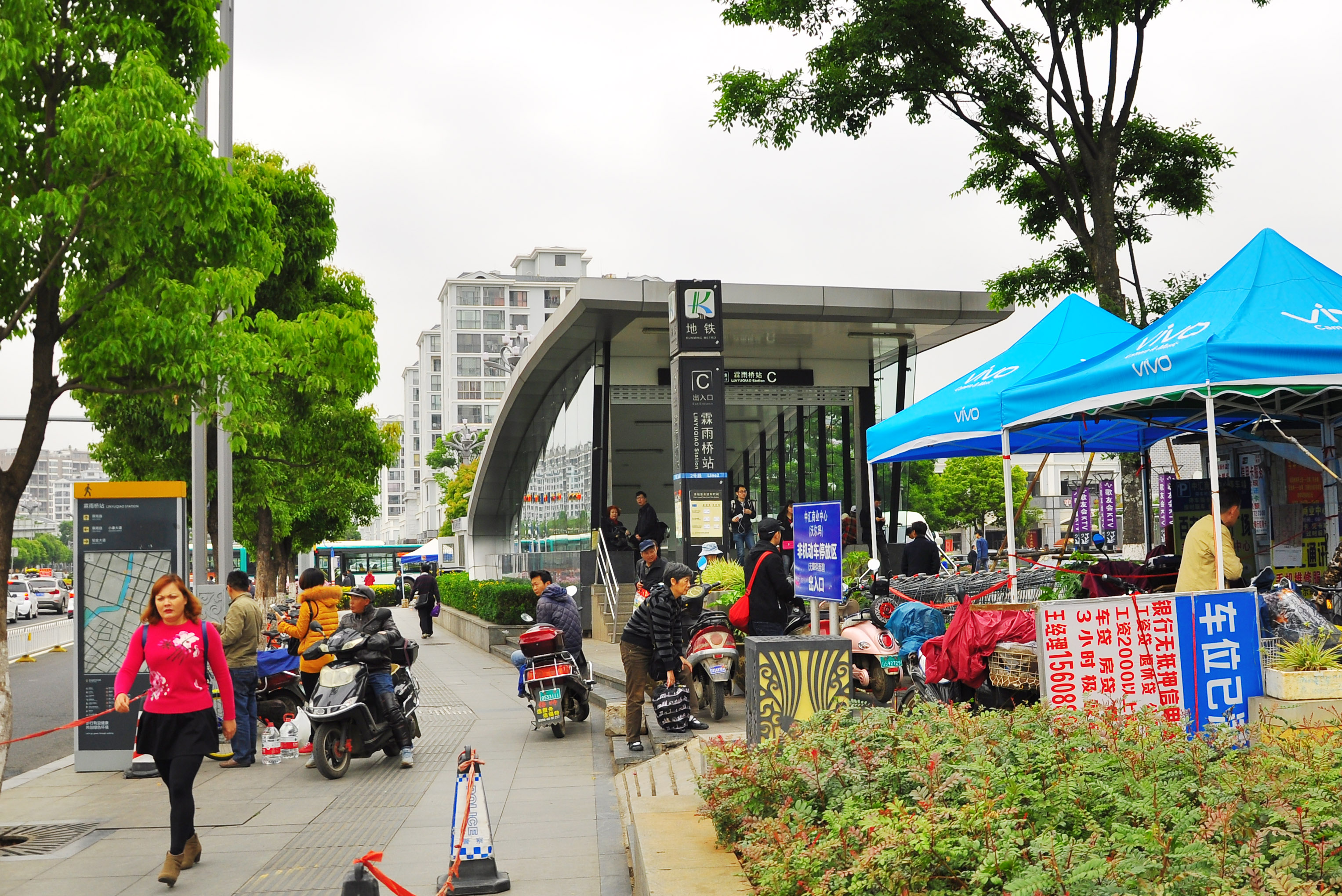
Вихід зі станції «Linyuqiao»
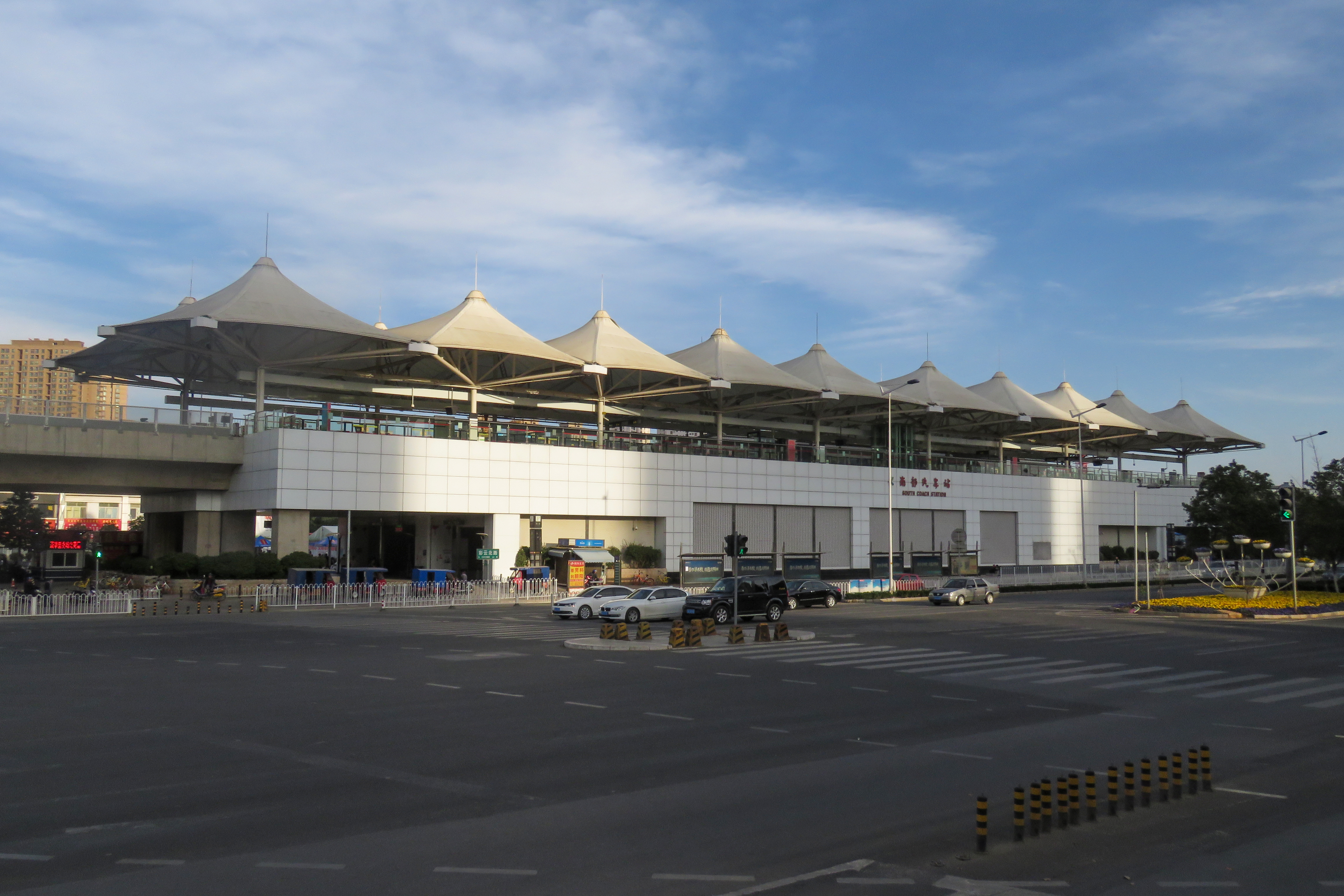
Естакадна станція «South Coach»
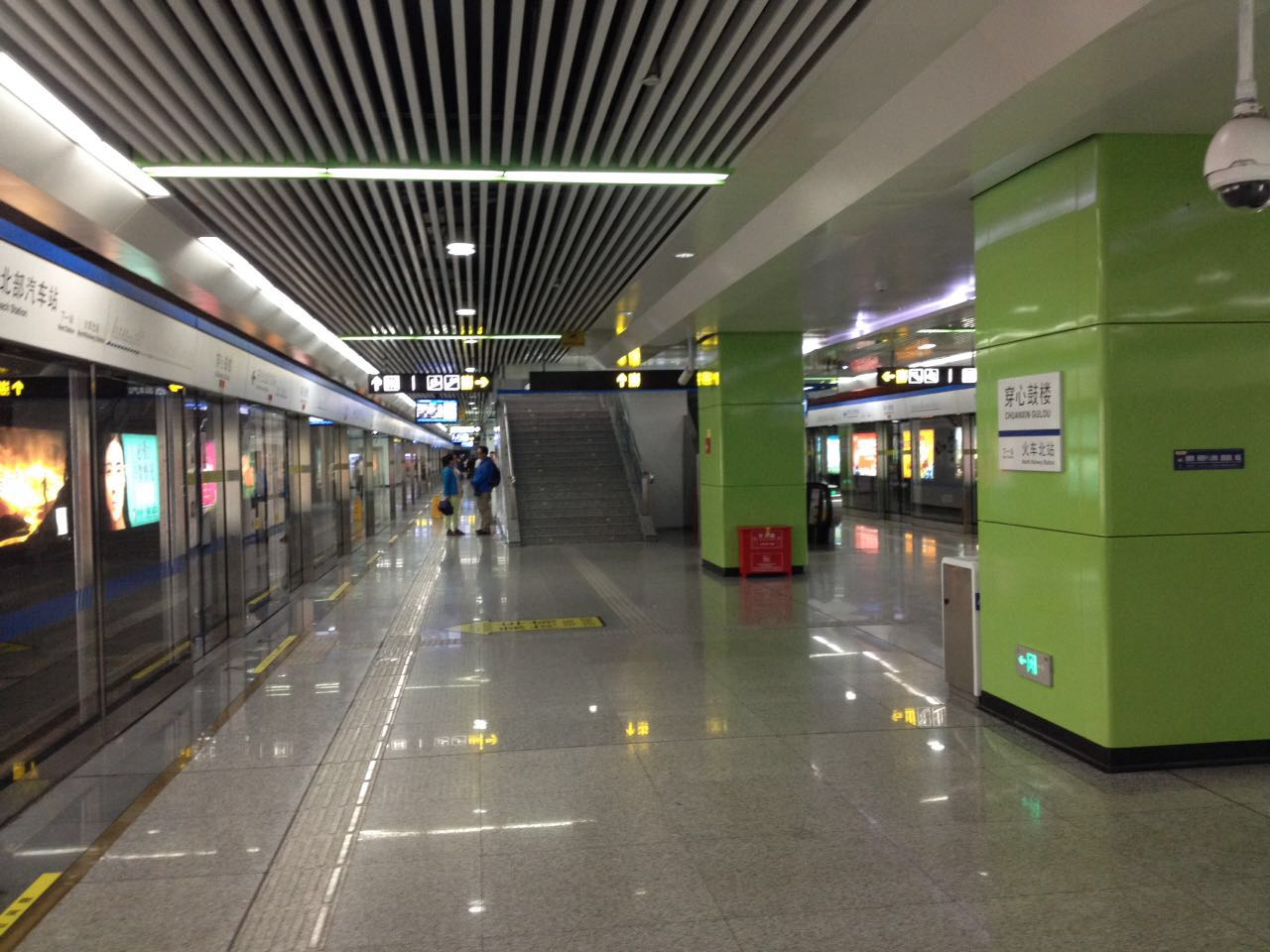
Платформа станції «Chuanxingulou»
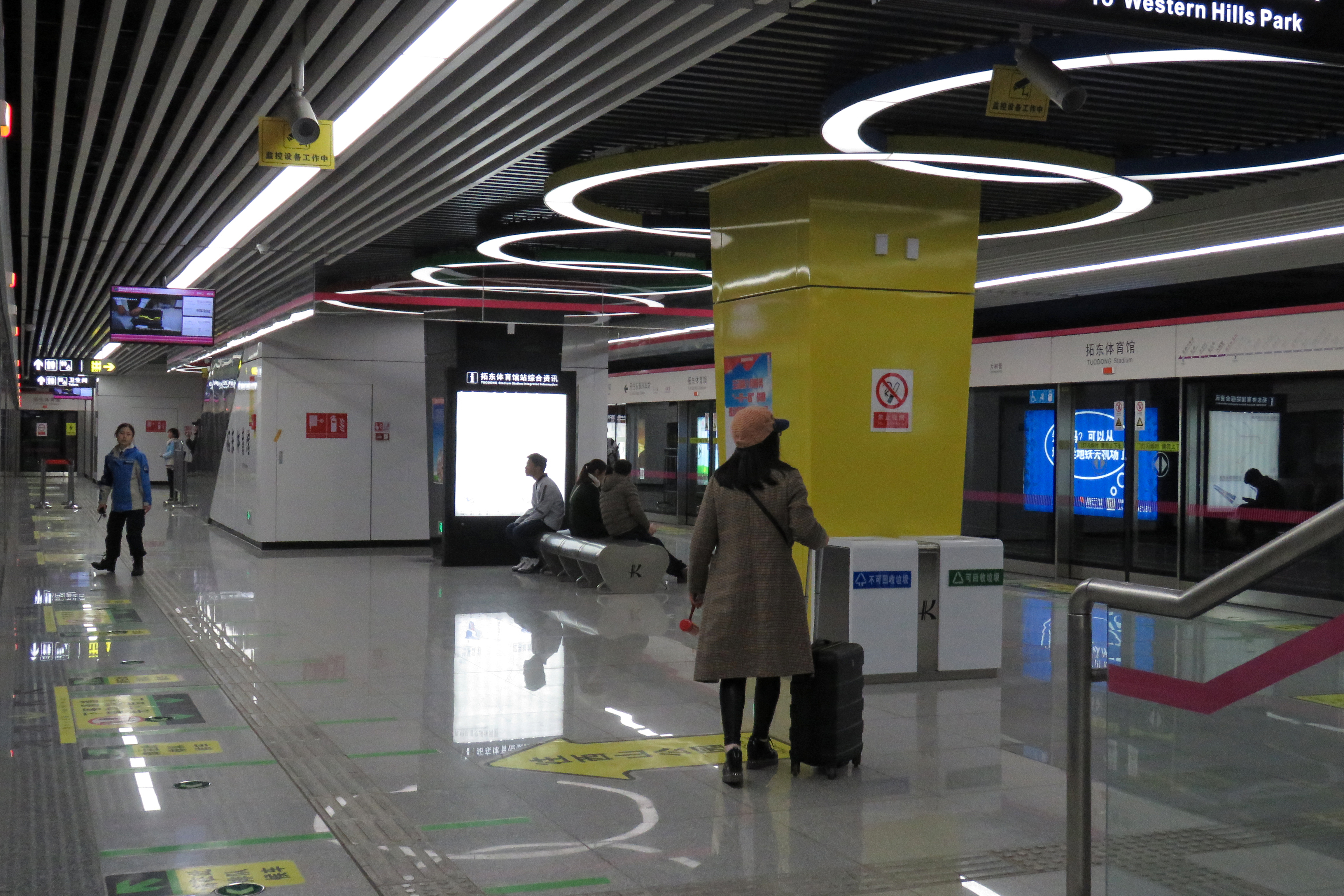
Платформа станції «Tuodong Stadium»
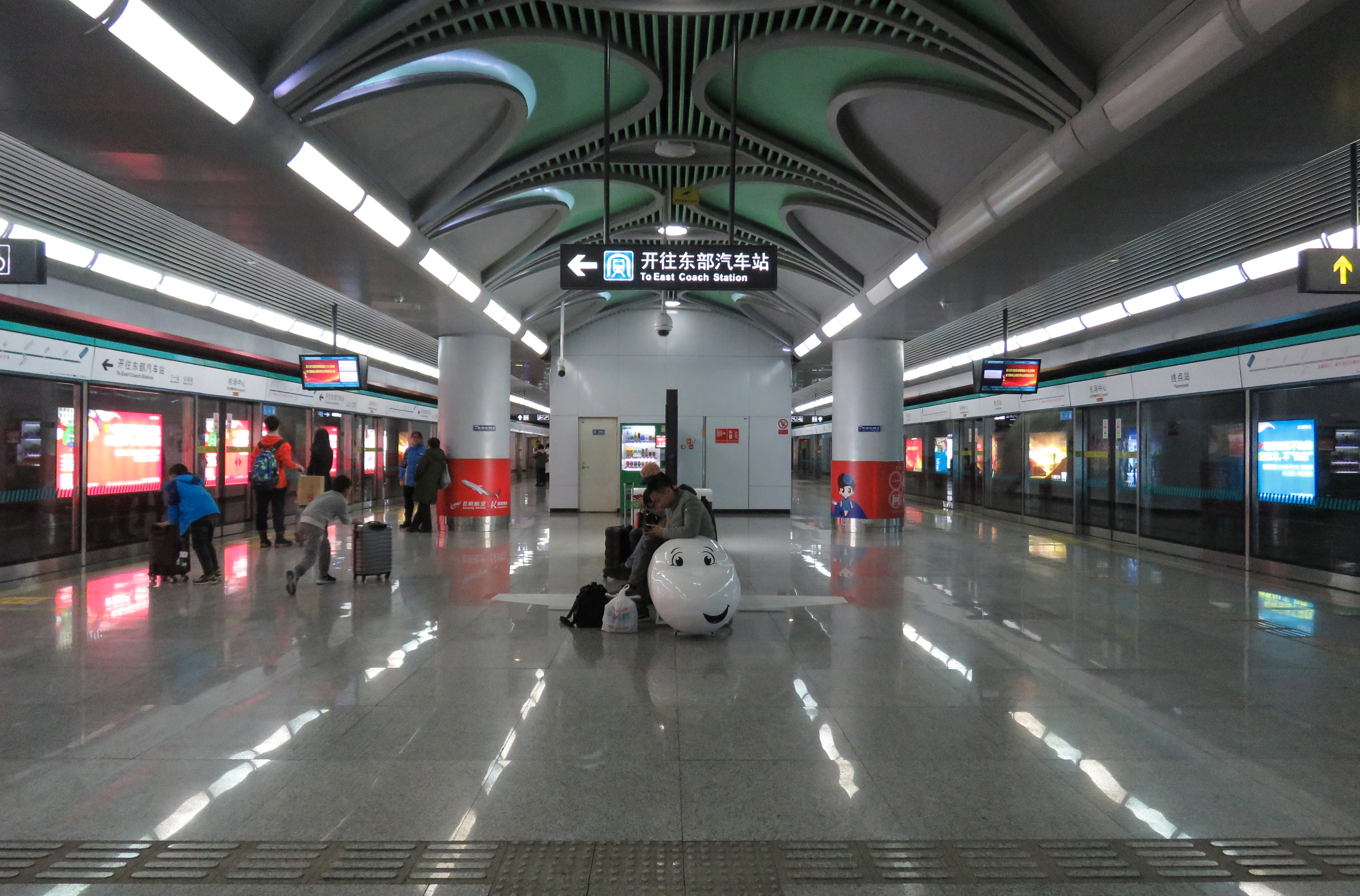
Платформа станції «Kunming Airport»
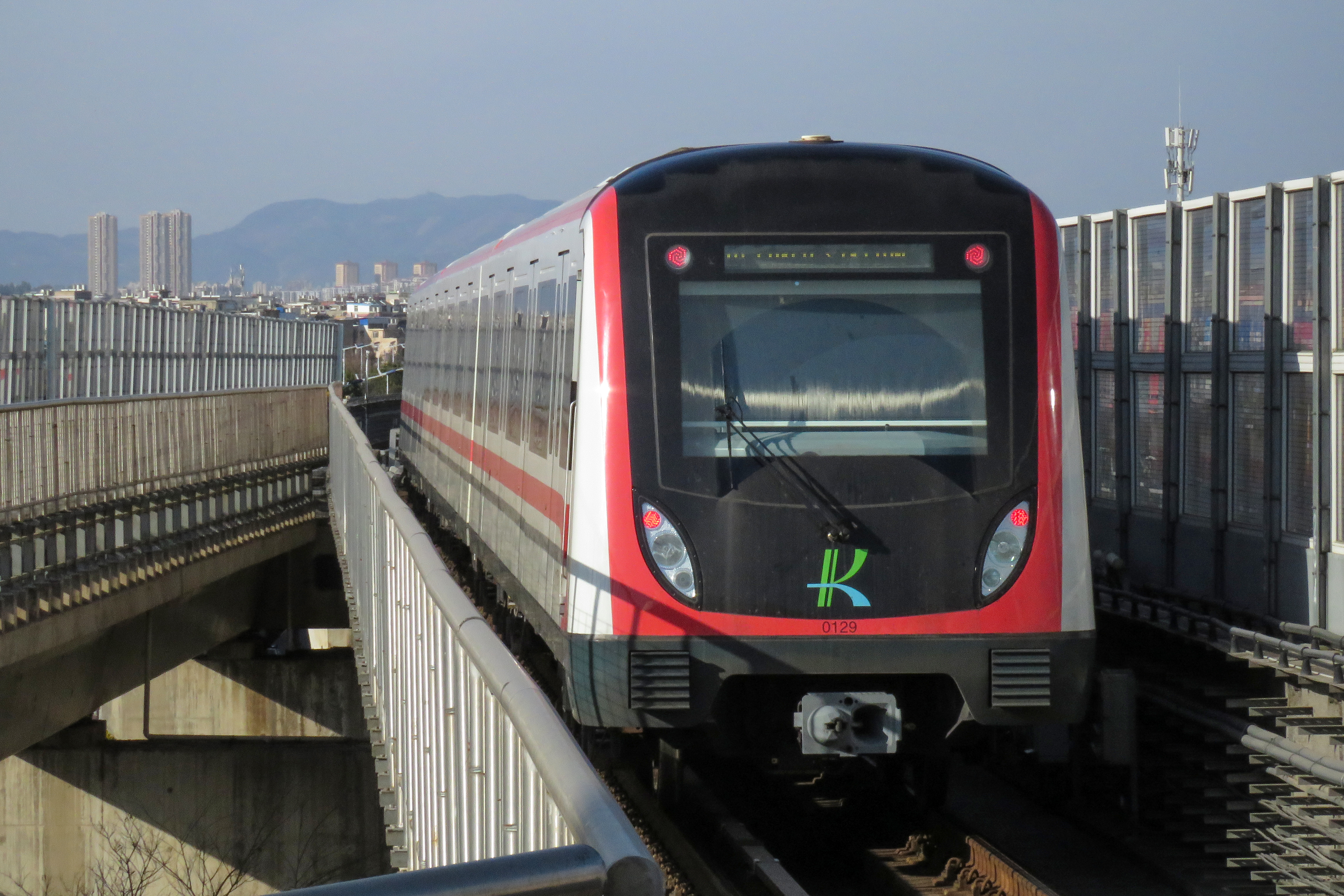
Потяг поблизу станції «Erji Road»
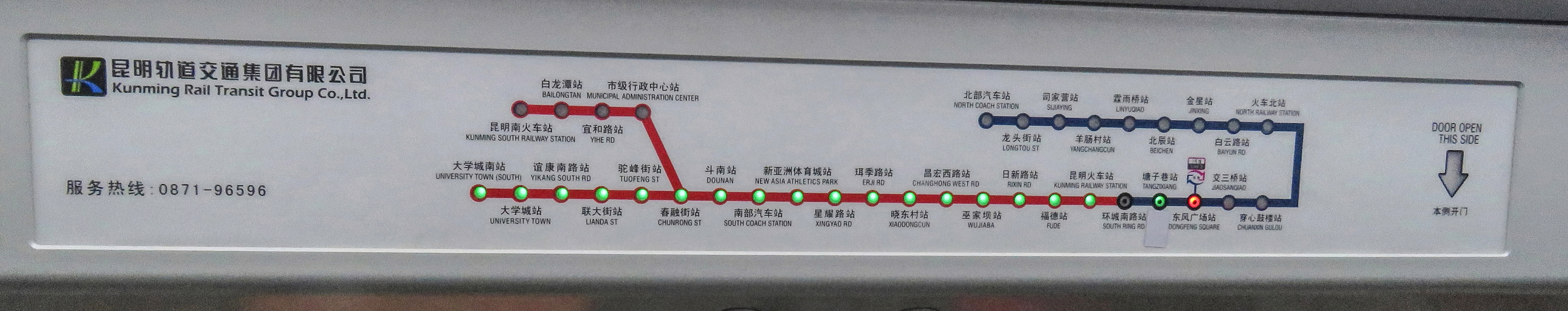
Схема лінії над дверима вагона